# Sainte-Croix-en-Jarez
Sainte-Croix-en-Jarez é uma comuna francesa na região administrativa de Auvérnia-Ródano-Alpes, no departamento de Loire. Estende-se por uma área de 12 km². Em 2010 a comuna tinha 485 habitantes (densidade: 40,4 hab./km²).
Pertence à rede das As mais belas aldeias de França.